# محمد رضا الشيرازي
محمد رضا بن محمد بن المهدي الحسيني الشيرازي (1959-1 يونيو 2008) هو النجل الأكبر محمد الحسيني الشيرازي، من أسرة قادت الزعامة والمرجعية في كربلاء، ومن علماء هذه الأسرة الميرزا مهدي الحسيني الشيرازي (1380هـ) ابن عم الميرزا عبد الهادي بن إسماعيل الحسيني الشيرازي (1382هـ) مرجع تقليد شيعي معروف، ومحمد بن الميرزا مهدي الحسيني الشيرازي الثاني 1422 هجري من أعاظم مراجع التقليد في العراق وإيران.

## مولده ودراسته
ولد محمد رضا الحسيني الشيرازي في كربلاء سنة 1959 م، نشأ وترعرع فيها، تربى في ظل والده محمد الحسيني الشيرازي فتهذب بأدبه وتعلم من أخلاقه وعلمه. بدأ دراسته الأولية في مدرسة حفاظ القرآن الكريم ثم التحق بالحوزة العلمية في كربلاء، حيث درس مقدمات العلوم الدينية لدى أساتذتها الكبار.
هاجر بصحبة والده إلى الكويت بعد الضغوط الكبيرة التي واجهتها أسرة محمد الحسيني الشيرازي من قبل البعثيين في العراق. وفي الكويت، واصل دراسته العلمية وقرأ الرسائل والمكاسب على عمه المرجع الديني صادق الحسيني الشيرازي، وإلى جانب ذلك، كان يلقي محاضرات دينية علمية.
وفي عام 1980 م، هاجر إلى إيران واستقر في مدينة قم، حيث استمر في دراسة السطوح حتى أكملها وبدأ دراسته العالية لدى والده محمد الحسيني الشيرازي وعمه وكبار فقهاء الحوزة من أمثال حسين وحيد الخراساني، والمرجع الديني الشيخ ميرزا جواد التبريزي وغيرهم فنال مرتبة الفقاهة والاجتهاد، كان من أساطين الأستاذة في الحوزة العلمية في قم المقدسة حيث بدأ بتدريس المقدمات والسطوح العالية ومن سنة 1408 هـ شرع بتدريس بحث خارج الفقه والأصول على فضلاء الحوزة وكان مستمراً في تدريسه إلى أن مات في يوم الأحد تاريخ 26 جمادى الأولى لعام 1429 هجرية. تربى في مدرسته العلمية عدد من التلامذة وهم اليوم من المدرسين في الحوزات العلمية في مختلف أرجاء العالم.

## وفاته وردات الفعل
توفي محمد رضا الشيرازي في الساعات الأولى من صباح يوم الأحد 1 يونيو 2008 م، وكان لانتشار خبر الوفاة أصداء في العالم الشيعي حيث جرى تشييع كبير في مدينة قم الإيرانية ثم نقلت جنازته إلى مدينة النجف العراقية وأخيراً وصلت الجنازة إلى مدينة كربلاء حيث دفن بجوار جده ميرزا مهدي الشيرازي. وقد أقام مكتب المرجع الديني صادق الحسيني الشيرازي مجلس فاتحة في (مسجد الإمام زين العابدين) في مدينة قم الإيرانية وقد ألقى المرجع الديني صادق الشيرازي كلمة تأبينية في حق محمد رضا الشيرازي. وقد حضر المجلس العديد من أهالي مدينة قم، كما أقيمت مجالس أخرى في مدن طهران وأصفهان ومشهد وشيراز.
وفي العراق وتحديدا في مدينة كربلاء أقامت العتبة الحسينية مجلس فاتحة ضخم حضره العديد من العلماء ومراجع الدين والمسؤولين، كما أقام مكتب المرجع الديني صادق الحسيني الشيرازي مجلس فاتحة في حسينية الأعسمية.
وفي سوريا أقيمت مجالس الفاتحة في الحوزة العلمية الزينبية، وكان شقيق محمد رضا مرتضى الحسيني الشيرازي متواجداً هناك بالإضافة إلى العديد من العلماء وقد ألقى كلمة تأبينية. كما أقامت دار التبليغ الإسلامي في مقرها بدمشق مجلس عزاء على محمد رضا الشيرازي.
وفي أفغانستان أقام مكتب المرجع الديني صادق الحسيني الشيرازي في كابول مجلس عزاء وابتدأ المجلس بقراءة القرآن. ثم ألقى مسؤول مكتب المرجع الشيرازي عارف المحقق كلمة بسيطة تحدث فيها عن محمد رضا الشيرازي ومقامه العلمي. وختم عارف حديثه بقراءة تعزية على فاطمة الزهراء كما هو متعارف عند الشيعة.، كما أقيم مجلس آخر في مكتب المرجع الشيرازي في هرات. أقيم في مدينة هرات، برعاية حجة الإسلام توكلي مسؤول مكتب المرجع الشيرازي ومسؤول مكتب (مؤسسة الإمام الهادي الخيرية) في هرات. وقد حضر المجلس علماء وأساتذة الحوزة العلمية، وجمع من الشيعة.
وأقيمت مجالس تأبين في غالبية مناطق البحرين، وكان المركز الرئيسي هو حسينية القصاب، كما أقامت ديوانية آل عصفور في قرية الدراز مجلسا تأبينياً.، كما أبنت قرية المرخ محمدرضا الشيرازي في احتفالية تأبينية.
في الكويت أقيم مجلس تأبين في حسينية الإمام العسكري، كما أقام المركز الإسلامي للإنتاج الفني والمسرحي مهرجان تأبيني.
وفي السعودية أقيم مجلس تأبين لمدة 3 أيام في حسينية الإمام المنتظر في سيهات.
في سلطنة عمان أقيمت مجالس في مأتم الإمام الحسين في الخوض، ومجمع أهل البيت في القرم، وحسينية الرسول الأعظم في روي.
وفي لبنان أقامت ممثلية المرجع الشيرازي مجالس تأبين بحسينية سيد الشهداء في بيروت.
كما أقام الشيعة في مدينة ماجنكا في مدغشقر مجلس عزاء في حوزة الإمام المنتظر، تحدث فيها الشيخ علي أصغر مدير مسجد الزهراء.
في المملكة المتحدة أقامت رابطة علماء الدين مجلساً في حسينية الرسول الأعظم في لندن، كما أقام مكتب الشيخ ياسر الحبيب مجلساً في حسينية سيد الشهداء في لندن.
وأقيم مجلس تأبين في جمعية الزهراء في مدينة لاهاي الهولندية، وفي السويد أقيم مجلس عزاء في حسينية الإمام المجتبى في مدينة فستروس وأقيم حفل تأبيني آخر في مدينة مالمو، وأقامت الجالية العراقية في أوسلو في النرويج مجالس تأبين في مركز الهدى الثقافي ومركز الإمام الرضا، وأقيم مجلس الفاتحة في مركز أهل البيت في دبلن في إيرلندا.
وفي نيوزيلندا أقيم حفل تأبيني في مركز المصطفى في أوكلاند، وأقيم مجلس تأبين في حسينية الحوراء زينب في مدينة مونتريال الكندية، وأقيم مجلس فاتحة في حسينية الزهراء في برلين، وأقيم مجلس في حسينية الإمام الصادق في الدنمارك، وأقيم مجلس تأبين في مسجد أهل البيت في نيويورك، وأقيمت مجالس أخرى في كاليفورنيا في المركز الثقافي الإسلامي، وجامع أهل البيت، وجامع الزهراء.

## مؤلفاته

كتاب الإمام الحسين عظمة إلهية وعطاء بلا حدود

ترك محمد رضا الحسيني الشيرازي مؤلفات عديدة، نذكر منها:
- الترتب
- كيف نفهم القرآن طبع مع كتاب التدبر في القرآن في مجلد واحد
- التدبر في القرآن
- الإمام الحسين عظمة إلهية وعطاء بلا حدود طبع عام 2010م[31]
- الرسول الأعظم رائد الحضارة الإنسانية
- خطب الجمعة
- سلسلة المهدوية
- ومضات
- هوامش على الدلائل
- خواطر عن السيد الوالد
- هوامش على المسائل المستحدثة
- سلسلة الرسول والعترة
- أبحاث أصولية
- رسالة في علم الرجال
- الاجتهاد والاحتياط والتقليد
- بيت الزهراء نموذجا
- الزهراء الفيصل والقدوة
- رسالة في قاعدة التسامح
- الشعائر الحسينية
- رسالة في الشهادة الثالثة
- الثقة بالنفس طريق الغد المشرق
- رسالة حول الزهراء
- هوامش على المنطق

## شهاداته
حصل على شهادات اجتهاد مطلق من:
- من والده محمد الشيرازي
- من عمه صادق الشيرازي
- محمد الفاطمي الأبهري
- يد الله الدوزدوزاني
- جعفر السبحاني
- أحمد الشهرستاني
- رضا الصدر
- مرتضى الأردكاني

## محاضراته
كما يقدم محاضرات قيمة تبث بعضها في قنوات الأنوار والزهراء وآل البيت وإذاعة صوت العراق وغيرها وكذلك دروس أخلاقية. وله دروس يلقيها لمجموعة من طلاب العلم في مسجد الإمام زين العابدين في قم.

## وصلات خارجیة
- صفحة خاصة مخصصة للفقيد محمد رضا الشيرازي